# Dennis Joseph Dougherty
Dennis Dougherty (16 augustus 1865 – 31 mei 1951) was een Amerikaans kardinaal-priester.

## Biografie
Dougherty werd geboren in 1865. Hij studeerde in Rome aan de Pauselijke Urbaniana Universiteit waar hij in 1890 afstudeerde en tot priester werd gewijd door Lucido Parocchi. Tot 1903 was hij professor in de Verenigde Staten. Dat jaar werd hij verkozen tot bisschop van Nueva Segovia. In de Filipijnen werd hij tijdens deze periode getroffen door onrusten en epidemieën. Gregorio Aglipay richtte in die tijd de Iglesia Filipina Independiente op.
In 1908 werd hij bisschop van Jaro. Na twaalf jaar in de Filipijnen keerde hij in 1915 terug naar de Verenigde Staten, waar hij bisschop werd van Buffalo. Toen Edmond Francis Prendergast in 1918 overleed werd hij aartsbisschop van Philadelphia. In 1921 werd hij verheven tot kardinaal-priester door Benedictus XV. Hij nam deel aan het conclaaf van 1939.
Hij was gedurende 33 jaar aartsbisschop van Philadelphia. In 1951 overleed hij op 85-jarige leeftijd. Hij was de laatste levende kardinaal van het consistorie van 1921 en de op een na laatst levende kardinaal gecreëerd door Benedictus XV, na Michael von Faulhaber.
- Bibliothèque nationale de France: cb17006445n (data)
- Gemeinsame Normdatei: 1129695654
- International Standard Name Identifier: 0000 0000 3809 1033
- Library of Congress Control Number: n98012918
- SNAC: w669755r
- Virtual International Authority File: 33767942
- WorldCat: E39PBJtX4GXBk6GxGpyPMwdbBP